# Гулины (Арбажский район)
Гулины — деревня в Арбажском районе Кировской области. 

## География
Находится на расстоянии примерно 8 километров по прямой на север-северо-восток от районного центра поселка Арбаж.

## История
Известна с 1762 года как починок Гулинский с населением 19 человек. В 1873 году учтено было здесь (деревня Гулинская) дворов 8 и жителей 151, в 1905 24 и 189, в 1926 38 и 218, в 1950 27 и 108. В 1989 году проживало 322 человека. До января 2021 года входила в Арбажское городское поселение до его упразднения.

## Население
Постоянное население составляло 258 человек (русские 96%) в 2002 году, 140 в 2010.